# Verso hexassílabo
Verso hexassílabo em uma composição poética é um verso que apresenta 6 sílabas poéticas. É um verso de arte menor.
O verso hexassílabo foi muito utilizado na poesia trovadoresca, depois caiu em desuso, voltando depois, normalmente em combinação com versos decassílabos, tomando outra denominação: Heroico quebrado.
Seu ritmo pode ser uniforme:
- trímetro iâmbico - composto de 3 iambos: u_ u_ u_
  - "Então eu fiz um bem." (Miltinho - "Poema do adeus")[3]
- dímetro anapéstico - composto por 2 anapestos: uu_ uu_
  - "onde anda você?" (Vinicius de Moraes - "Onde anda você?")[4]

ou pode apresentar uma combinação de um iambo e um peônio (ou vice-versa):
- u_ uuu_
- uuu_ u_